# Jerry Weintraub
Jerome Charles "Jerry" Weintraub (New York, New York, 1937. szeptember 26. – Santa Barbara, Kalifornia, 2015. július 6.) zsidó származású háromszoros Primetime Emmy-díjas amerikai filmproducer, a United Artists korábbi elnöke és ügyvezető igazgatója.

## Életpályája
1937. szeptember 26-án született Bronxban. Első produceri munkája egy Frank Sinatra-koncertfilm volt a televízió számára, mozis bemutatkozására pedig egy évvel később, 1975-ben került sor a Nashville kapcsán. Ő felelős a többek között Karate kölyök, a Marslakó a mostohám, a Portyán, A specialista és az Ocean’s Eleven – Tripla vagy semmi – Twelve – Thirteen filmekért. Több produkciójában is feltűnt színészként egy kisebb szerepben.
Weintraub továbbá olyan zenei előadók karrierjének segítésében is jeleskedett, mint a Cuba Gooding, Sr. and the Main Ingredient, a The Carpenters, Frank Sinatra és Elvis Presley.

## Filmjei

### Producerként
- Te jó Isten! (1977)
- Portyán (1980)
- Szerelem az éjszakában (1981)
- Az étkezde (1982)
- Karate kölyök (1984)
- Karate kölyök 2. (1986)
- Sittmentes Új Évet! (1987)
- Marslakó a mostohám (1988)
- Karate kölyök 3. (1988)
- Dalban szőtt szerelem (1992)
- Az új karate kölyök (1994)
- A specialista (1994)
- Vegasi vakáció (1997) (színész is)
- Bosszúállók (1998)
- A katona (1998)
- Ocean’s Eleven – Tripla vagy semmi (2001) (színész is)
- Ocean’s Twelve – Eggyel nő a tét (2004) (színész is)
- Ocean’s Thirteen – A játszma folytatódik (2007) (színész is)
- Nancy Drew: A hollywoodi rejtély (2007)
- A karate kölyök (2010)
- 41 (2012)
- Túl a csillogáson (2013)
- Vörös hadsereg (2014)
- Pusztuló jelen, vészes jövő (2014-2016)
- Krízisben (2015)
- Tarzan legendája (2016)
- Westworld (2016-2018)

### Színészként
- A cég (1993)
- Szemből telibe (2002)
- Egy veszedelmes elme vallomásai (2002)